# Chelsea Hammond
Chelsea Hammond (New York, 2 agosto 1983) è un'ex lunghista giamaicana, vincitrice di una medaglia di bronzo ai Giochi olimpici di Pechino 2008 in seguito alla squalifica della russa Tat'jana Lebedeva, vincitrice della medaglia d'argento, per doping nel 2016.

## Palmarès
| Anno | Manifestazione  | Sede    | Evento | Risultato | Prestazione | Note |
| ---- | --------------- | ------- | ------ | --------- | ----------- | ---- |
| 2008 | Giochi olimpici | Pechino | Lungo  | Bronzo    | 6,79 m      |      |